# Antonio di Padova, Il santo dei miracoli
 Antonio di Padova, Il santo dei miracoli ist ein italienischer Spielfilm aus dem Jahr 1931 und hat den Heiligen Antonius von Padua zum Thema. Der Film basiert auf einem Roman von Vittorino Facchinetti. Die Uraufführung des Films fand im April 1931 in Italien statt.

## Handlung
Im Jahr 1195 wird in Lissabon dem Ehepaar Donna Maria und Cavalier Don Martino ein Sohn geboren und auf den Namen Fernando getauft. Die Mutter vertraut den Neugeborenen dem Schutz der Hl. Jungfrau Maria an.
Fernando wächst mit Tugenden wie Gehorsam und Nächstenliebe auf. Statt mit anderen Kindern zu spielen, schmückt er lieber den Altar; auch liegt es ihm sehr am Herzen, den Armen und Hungernden zu helfen. Sein Vater beauftragt ihn, die Felder, die er bewirtschaftet, gegen Spatzen zu schützen. Da er einerseits gehorchen, die Vögel aber andererseits nicht hungern lassen will, lässt er sie bei sich zuhause essen, während er in der Kirche betet. Seinem erstaunten Vater erklärt dies mit einem Wunder des Himmels. Als zwei Kinder beim Spielen an einem Brunnen einen Wasserkrug umstoßen und Fernando betet, wird der Wasserkrug wieder heil. Als der Teufel ihn beim Beten stört, wehrt er ihn mit dem Zeichen des Kreuzes ab.
Als erwachsener junger Mann legt Fernando wenig Welt auf irdische Versuchungen wie Ehre und Frauen. Wenig später geht er ins Kloster. Verpflichtet, in seiner Zelle zu bleiben, verehrt er das Allerheiligste. Zudem spendet er Almosen an die Franziskaner in der Abtei von Coimbra.
Im Jahr 1219 entsendet der hl. Franz von Assisi seine Schüler nach Marokko, um das Evangelium zu verkünden. In Marokko landen fünf Franziskaner im Gefängnis und erleiden das Martyrium. Im Gebet inspiriert, schließt Fernando sich den Franziskanern an und nimmt den Namen Antonius an. Sein Wunsch, Missionar zu werden, wird erfüllt. Kaum in Marokko angekommen, wird er krank und muss zurückkehren. Vor der Küste Siziliens erleiden Antonius und seine Gefährten Schiffbruch; sie werden von Fischern gerettet.
Nach ihrer Genesung machen sie sich auf den Weg zur nahe gelegenen Portiuncula, wo sie von Kardinal Ugolino empfangen werden. Im Kloster arbeitet er im Haushalt und auf dem Feld. Als er im Gottesdienst für einen ausgefallenen Prediger einspringt, fällt seine Redebegabung auf.
Sein Apostolat in Rimini beginnt mit einem Wunder, als er während einer Predigt zunächst Spott erntet, der aber verstummt, als er den Fischen predigt und diese angeschwommen kommen, um ihn zu hören. Daraufhin lassen sich viele Sünder bekehren. Im französischen Bourges lassen sich die Einwohner bekehren, als ein Maulesel vor dem Allerheiligsten sein Futter verschmäht. In der Grotte von Brine sucht Antonius Erholung.
Zurück in Italien, will Antonius eine Kirche bauen. Als sich der Arbeiter im Steinbruch weigert, die nötigen Steine zu transportieren, weil er angeblich gerade seinen toten Sohn transportiert, ist dieser wenig später wirklich tot. Als der verzweifelte Vater Antonius um Hilfe bittet, erweckt dieser den Sohn wieder zum Leben.
In Lissabon wird der Vater von Antonius zu Unrecht des Mordes beschuldigt. Während Antonius in Padua eine Messe liest, erscheint er in Lissabon und befragt den Ermordeten, der sogleich seinen wahren Mörder benennen kann. Wenig später heilt Antonius einen jungen Mann, der sich aus Verzweiflung darüber, dass er seine Mutter geschlagen hat, den Fuß abgehackt hat.
Antonius ist bei seinem Freund Graf Tiso zu Besuch. Dort erscheint ihm beim Beten das Jesuskind.
Wenig später wird er schwerkrank und bittet, nach Padua zurückgebracht zu werden. Er nimmt den Rat an, sich in das nächstgelegene Kloster bringen zu lassen. Nachdem er Gott gesehen hat, stirbt er beruhigt am 13. Juni 1231. Unter großer Anteilnahme der Bevölkerung wird Antonius bestattet.